# Catedral de San Eugenio (Derry)
La Catedral de San Eugenio (en inglés: St Eugene's Cathedral) es una catedral católica ubicada en Derry, Irlanda del Norte. Es la "Iglesia Madre " para la diócesis de Derry, así como la iglesia parroquial de Templemore.
No fue sino hasta el Ley del Socorro Católico de 1829, que se abrió la posibilidad de construir una catedral católica que se pudiera usar libremente en Derry. La Recaudación de fondos para la construcción de la catedral se llevó a cabo a partir de 1840. El trabajo para la construcción de la catedral comenzó en 1849.
La catedral fue inaugurada oficialmente el 4 de mayo de 1873 por el entonces obispo de Derry, Francis Kelly. El proyecto para construir el campanario y la torre de la catedral se pospuso, ya que no había fondos disponibles para el proyecto. Al principio, las ventanas de la catedral estaban hechas de vidrio liso debido a la falta de fondos. No fue hasta finales de la década de 1890 cuando se instalaron las nuevas vidrieras. El trabajo en el campanario y la aguja comenzó el 13 de agosto de 1900, con el contrato de construcción adjudicado a Courtney and Co de Belfast. El trabajo se completó el 19 de junio de 1903.